# Helophilus taruensis
Helophilus taruensis är en tvåvingeart som beskrevs av Miller 1924. Helophilus taruensis ingår i släktet kärrblomflugor, och familjen blomflugor. Inga underarter finns listade i Catalogue of Life.